# Voro
Salvador González Marco, ou simplesmente Voro (L'Alcúdia, 9 de outubro de 1963), é um ex-futebolista espanhol que atuava como zagueiro. Atualmente está sem clube.

## Carreira
Durante sua carreira de jogador, iniciada em 1982, Voro destacou-se jogando por Valencia e Deportivo La Coruña, onde atuaria em 216 e 108 partidas, respectivamente.
Pendurou as chuteiras aos 35 anos de idade, quando atuava pelo Logroñés. Com a carreira encerrada, Voro trabalhou como técnico da equipe B do Valencia entre 2002 e 2004. Foi, ainda, técnico interino do time principal em 4 oportunidades. Em 10 de janeiro de 2017, a diretoria decidiu efetivá-lo até o encerramento da temporada, após a demissão do italiano Cesare Prandelli.

### Seleção Espanhola
Pela Seleção Espanhola, Voro jogou apenas a Copa de 1994, disputando apenas um jogo na competição. Até 1995, o zagueiro atuou em 9 partidas pela Fúria.